# Obolevnost
Obolevnost, zbolevnost, morbidnost ali morbiditeta je statistično merilo, ki se uporablja v zdravstvu in pomeni število bolnikov v določeni populaciji in v določenem obdobju. Kadar gledamo vse obolele, ne glede na bolezen, govorimo o splošni obolevnosti, medtem ko pri specifični obolevnosti opredelimo, za katero bolezen gre.
Pri računanju običajno vzamemo obdobje enega leta in gledamo bodisi število novozbolelih (v tem primeru govorimo o pojavnosti oz. incidenci) ali vseh bolnih (govorimo o razširjenosti oz. prevalenci) ter ga delimo s povprečnim številom prebivalstva v danem letu.